# Inger Andersson
För andra betydelser, se Inger Andersson (olika betydelser).
Inger Andersson, född 1940 i Överkalix, är en svensk målare och grafiker.
Anderssons konst består av grafik, oljemålningar och mosaikarbeten. Separat ställde hon ut i bland annat Frankrike, Luleå, Gammelstad, Skellefteå och Stockholm och hon medverkade i ett stort antal samlingsutställningar. Bland hennes offentliga arbeten märks utsmyckningar i Kalix och Boden. Andersson är representerad vid museum i Sverige, Finland och Danmark samt i ett antal landsting och kommuner.